# 甦る陽
『甦る陽』（よみがえるひ）は、THE BACK HORNのインディーズ2枚目のアルバム。2000年4月25日発売。2001年6月20日に新たなミックスで再発された。

## 概要
前作『何処へ行く』より約7ヶ月ぶりのアルバム。
収録曲「ひとり言」「泣いている人」にはミュージック・ビデオ、「走る丘」にはライブ・ビデオが制作された。オリジナル盤、NEW MIX盤ともに現在は廃盤。

## 収録曲
全作詞・作曲・編曲：THE BACK HORN
1. サーカス
2. 走る丘
3. 新世界
4. リムジンドライブ
5. 無限の荒野
6. 甦る陽
7. 茜空
8. ひとり言
9. さらばあの日
10. 泣いている人